# Martonyi
Martonyi ist eine ungarische Gemeinde im Kreis Edelény im Komitat Borsod-Abaúj-Zemplén.

## Geografische Lage
Martonyi liegt in Nordungarn, 41 Kilometer nördlich des Komitatssitzes Miskolc und 20 Kilometer nördlich der Kreisstadt Edelény. Nachbargemeinden sind Szalonna, Meszes und Tornabarakony. Die nächstgelegene Stadt Szendrő befindet sich 8 Kilometer südwestlich.

## Sehenswürdigkeiten
- Klosterruine der Pauliner
- Reformierte Kirche, erbaut 1786 im spätbarocken Stil
- Römisch-katholische Kirche Kármelhegyi Boldogasszony, erbaut 1988 nach Plänen von János Horváth

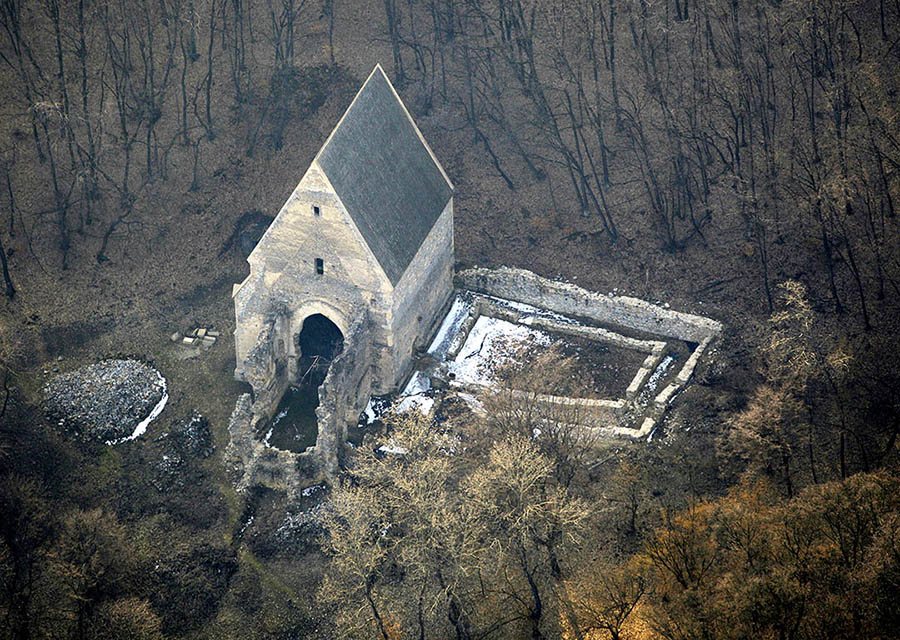
Blich auf die Klosterruine
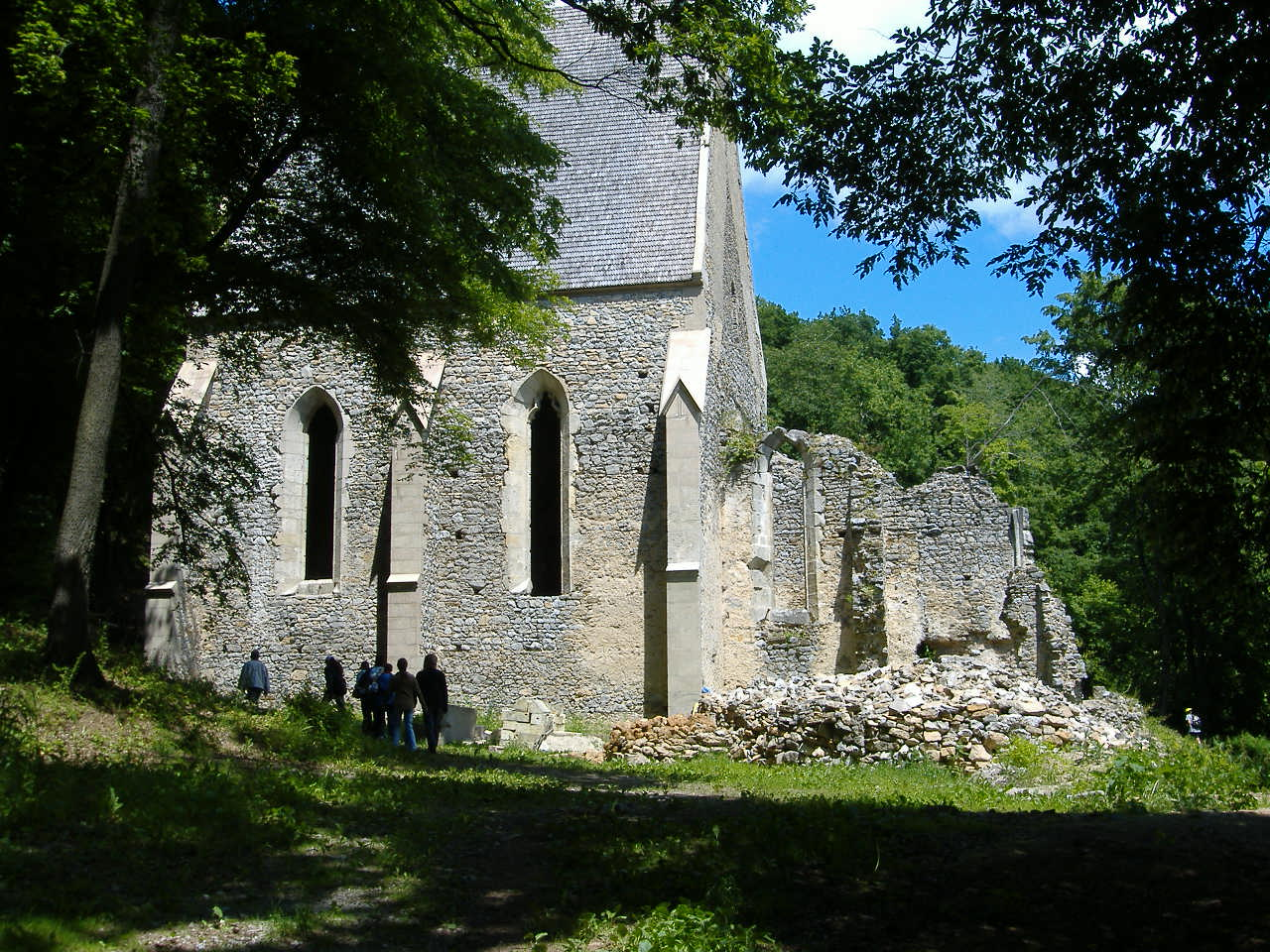
Klosterruine
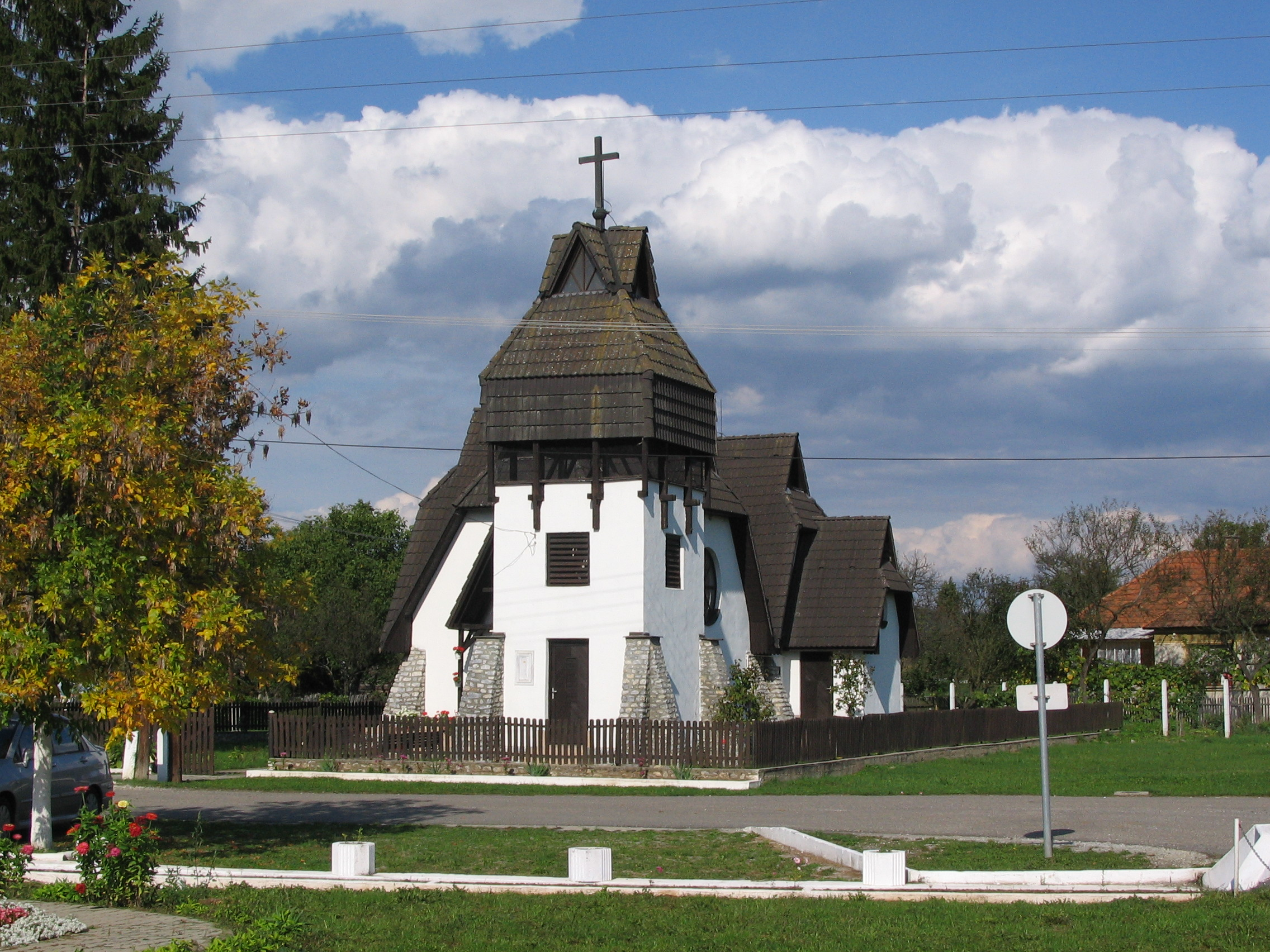
Kirche Kármelhegyi Boldogasszony

## Verkehr
Martonyi ist nur über die Nebenstraße Nr. 26123 zu erreichen. Es bestehen Busverbindungen über Meszes und Rakacaszend
nach Rakaca sowie nach Szalonna, wo sich der nächstgelegene Bahnhof befindet.